# Moodus, Connecticut
Moodus, Connecticut (енгл. Moodus) насељено је место без административног статуса у америчкој савезној држави Конектикат.

## Демографија
По попису из 2010. године број становника је 1.413, што је 150 (11,9%) становника више него 2000. године.
| Група             | 2000.         | 2010.         |
| Белци             | 1.231 (97,5%) | 1.344 (95,1%) |
| Афроамериканци    | 5 (0,4%)      | 6 (0,4%)      |
| Азијати           | 2 (0,2%)      | 16 (1,1%)     |
| Хиспаноамериканци | 16 (1,3%)     | 33 (2,3%)     |
| Укупно            | 1.263         | 1.413         |